# Leva hackeri
Leva hackeri är en insektsart som beskrevs av Sigfrid Ingrisch 1999. Leva hackeri ingår i släktet Leva och familjen gräshoppor. Inga underarter finns listade i Catalogue of Life.